# Hans Rummel
Hans Rummel (* 13. September 1872 in Lorsch; † 15. Februar 1952 in Frankfurt am Main) war ein deutscher Architekt, der auf dem Gebiet der katholischen Sakralarchitektur hervortrat und überwiegend von Frankfurt am Main aus tätig war.

## Leben
Rummel besuchte die Gewerbeschule Bensheim und arbeitete anschließend von 1890 bis 1894 als Techniker im Baugeschäft Blattner in Frankfurt am Main. 1894/1895 leistete er seinen Militärdienst als Einjährig-Freiwilliger ab. Von 1895 bis 1898 war er im Büro des Frankfurter Architekten Wilhelm Müller (1854–1927) angestellt. Von 1898 bis 1902 vervollständigte er seine Ausbildung durch ein Studium an der Technischen Hochschule (Berlin-)Charlottenburg. Noch als Student nahm er ab 1901 erfolgreich an Architektenwettbewerben teil und war dann selbständig in Frankfurt am Main tätig.
Eine erste bekannte Zusammenarbeit mit seinem jüngeren Bruder Christoph Rummel (1881–1961) stellt der gemeinsame Wettbewerbsbeitrag für einen Vorentwurf zur städtebaulichen Gestaltung der Frankfurter Wiesen in Leipzig dar, der 1912 mit einem von mehreren 3. Preisen in Höhe von 5.000 Mark prämiert wurde. Neben eigenen Projekten zwischen 1901 und 1932 arbeitete er zwischen 1921 und 1945 in erster Linie gemeinsam mit Christoph Rummel.
Er war Ehrenmitglied der katholischen Studentenverbindungen AV Austria Innsbruck (seit 1902), KDStV Hasso-Nassovia Frankfurt am Main (seit 1915) und KDStV Badenia (Straßburg) Frankfurt am Main (seit 1929).

## Werk
In alleiniger Urheberschaft
- 1900–1901: Erweiterungsbau der katholischen St.-Marien-Schule (seit 1964: Bischöfliches Willigis-Gymnasium) in Mainz[3]
- 1902: Erweiterung des Alten Rathauses in Lorsch
- 1903–1904: Austriahaus (Haus der akademischen Verbindung „Austria“) in Innsbruck, Josef-Hirn-Straße 3 (gemeinsam mit dem Ingenieur Ludwig Hunrath; im neugotischen Stil)[4]
- 1905–1907: katholische Kirche St. Bernardus in Frankfurt-Nordend[5]
- 1905–1907: katholische Kirche St. Markus in Frankfurt-Nied
- 1907: katholisches Marienkrankenhaus in Frankfurt-Nordend[5]
- 1907: katholisches St.-Joseph-Krankenhaus in Oberhausen[5]
- 1908: katholische Kirche St. Gallus in Frankfurt-Gallus[5]
- 1911–1915: katholische Kirche St. Heinrich in Uerdingen[6]
- 1913: katholisches Marienkrankenhaus in Hagen[5]
- 1914–1916: katholische Kirche St. Elisabeth in Bad Schwalbach[5]

Gemeinsam mit Christoph Rummel
- 1921–1923: katholische Kirche St. Laurentius in Aschaffenburg
- 1923–1925: katholische Kirche St. Johannes der Täufer in St. Goarshausen, Dolkstraße 6
- 1923–1926: katholische Kirche St. Michael in Bürstadt[7]
- 1926–1927: Anbau von zwei Querhäusern an die katholische Kirche St. Jakobus in Lindenholzhausen
- 1927: Wettbewerbsentwurf für die katholische Heilig-Kreuz-Kirche in Frankfurt-Bornheim (nicht ausgeführt)
- 1927: Kriegergedächtnisaltar Christus der Auferstandene als Sieger über den Tod in der Pfarrkirche St. Mauritius in Frankfurt-Schwanheim[8]
- 1927: Neubau der Sektkellerei Scharlachberg in Bingen, Gaustraße 57–59[9]
- 1928–1929: katholische Filialkirche St. Michael in Niederjosbach[10][11]
- 1928–1929: katholische Christus-König-Kirche in Thuine, Klosterstraße 14[12]
- um 1930: Erweiterung des katholischen Marienkrankenhauses in Hamm[5]
- 1930–1932: katholische Kirche St. Josef mit Pfarrhaus und Nebengebäuden in Offenbach, Brüder-Grimm-Straße 3–5[13]
- 1930–1932: Erweiterungsbau (mit Festsaal, Küche und Waschbereich) zum St.-Valentinus-Haus in Kiedrich[14]
- 1931–1932: Umbau und Erweiterung der katholischen Kirche St. Josef in Frankfurt-Bornheim[15]
- 1932–1933: katholische Kirche Mutter vom Guten Rat in Frankfurt-Niederrad[16]
- 1933: Teilneubau der katholischen Pfarrkirche Hl. Sieben Brüder in Oberbrechen[17][18]
- 1934–1935: Umbau und Erweiterung bzw. Umgestaltung der Hauskapelle im St.-Valentinus-Haus in Kiedrich[14]
- 1934–1935: katholische Pfarr- und Wallfahrtskirche St. Hildegardis und Johannes der Täufer in Eibingen, Eibinger Straße[19]